# Горбовский, Владимир
Владимир Горбовский (полная фамилия Горбовский-Заранек, нем. Wladimir Horbowski-Zaranek; 19 января 1905, Тифлис — 28 февраля 1989, Мюнхен) — немецкий фортепианный педагог.
Родился в семье с польскими, украинскими и грузинскими корнями. Начал заниматься фортепиано в России у Александра Боровского. После распада Российской империи вместе с семьёй осел в Бельгии. Учился в Брюссельской консерватории, затем перебрался в Берлин, где сперва продолжил занятия под руководством Леонида Крейцера, а затем занял место ассистента в его классе в Берлинской консерватории, сосредоточившись полностью на преподавательской работе. После прихода к власти нацистов класс Крейцера, вынужденного покинуть Германию, перешёл к нему. Одновременно в 1934—1945 гг. преподавал в Консерватории Клиндворта — Шарвенки. В послевоенный период перешёл в Штутгартскую высшую школу музыки, затем работал в Гамбурге, Ганновере и Мюнхене. По воспоминаниям учившегося у Горбовского известного музыкального менеджера Ханса Ульриха Шмида, оригинальный аналитический педагогический метод Горбовского заключался в разделении музыкального материала на секции с последующим изучением и освоением всех технических аспектов и финальным добавлением художественной составляющей. Среди учеников Горбовского — Мария Бергман, Роберт Александр Бонке, Анна Ксидис, Гельмут Ролоф, музыковед Зиглинд Брун.
Горбовскому посвящена сонатина Ханса Вернера Хенце (1947).